# IA-50 Guaraní II
El I.A. 50 «Guaraní II» fue un avión de transporte ligero biturbohélice argentino para 12 a 15 pasajeros. Diseñado por el capitán Héctor E. Ruíz para la Fábrica Militar de Aviones, Argentina, fue un desarrollo de la familia del I.Ae. 35 Huanquero.

## Diseño y desarrollo
El proyecto estuvo a cargo del ingeniero Héctor Eduardo Ruiz. Luego de las experiencias del Constancia I y del IA-35 X-III Pandora, y avanzada ya la serie del IA-35 Huanquero en 1959, surgió el proyecto de dotarlo con turbohélices y adaptarlo para el transporte regional y la operación en pistas semipreparadas. Se realizaron una serie de modificaciones y se construyó un solo prototipo, matriculado LQ-HER e inicialmente bautizado «Constancia II», y luego llamado «DINFIA Guaraní I» siendo el director nacional de Fabricaciones e Investigaciones Aeronáuticas Jorge P. Ramos Mejia. El DINFIA Guarani I fue el primer avión con turbohélices fabricado en Latinoamérica. Este aparato realizó su primer vuelo el 6 de febrero de 1962. El nuevo avión, que conservó el 20 % de la estructura de su predecesor, era básicamente una versión más refinada provista de ala enteramente metálica, conservando la bideriva del Huanquero pero con capacidad para un máximo de 15 pasajeros y dotada de dos turbohélices Turboméca Bastan IIIA de 850 CV de potencia.
El 23 de abril de 1963, en las instalaciones de la Dirección Nacional de Fabricaciones e Investigaciones Aeronáuticas «DINFIA» (Fábrica Militar de Aviones) se hizo volar el prototipo de una variante mejorada de este transporte ligero, denominada IA 50 Guaraní II. Su aspecto era muy diferente, con una sola deriva aflechada y la sección trasera del fuselaje más corta. Este modelo introdujo un equipo deshielador y los turbohélices Bastan VIA, más potentes que los IIIA de su predecesor. El Guaraní II fue presentado oficialmente a las autoridades nacionales el 11 de diciembre de 1963 con la matrícula LV-X-27.

### Cruce del Atlántico
Ese avión fue concebido para cubrir el sector de transporte ligero argentino, con características constructivas, equipamiento moderno y unas prestaciones comparables a la de aviones extranjeros de su categoría. Para cumplir tales requisitos todo su proceso de desarrollo, se ajustó a las normas internacionales AIR-251 (Francia) y CAR-4b (Estados Unidos de América). Se decidió el traslado del Guaraní II a Francia para completar algunos ensayos requeridos por las normas AIR-251 y para la calificación en vuelo por parte de los organismos técnicos franceses.
El 21 de mayo de 1965 el vicecomodoro Rogelio Balado,capitán Ramón Arneodo,primer piloto, el capitán Héctor Ruiz, ingeniero y primer teniente Roberto Mela,navegador volaron entre Buenos Aires y París en un IA-50 Guaraní II matrícula TX-01 para exponerlo en Le Bourget y luego someterlo a ensayos de aeronavegabilidad en Istress. Siendo un avión de corto alcance, hizo escalas en Río de Janeiro, Recife, Dakar y Madrid. Voló 25 000 km en 63 h a una velocidad promedio de 400 km/h y una altura media de 3000 m, convirtiéndose en la primera aeronave de diseño latinoamericano en cruzar el Atlántico, el primero de este origen en ser expuesto en Le Bourget donde obtuvo la segunda mención especial presentada ese año. Luego el IA-50 fue sometido a intensos ensayos en tierra y vuelo para lograr la certificación

### Otros destinos
En noviembre de 1968 un IA-50 hizo un vuelo de ida y vuelta desde Río Gallegos a la Antártida Argentina. Utilizó tanques de combustible suplementarios para incrementar la autonomía.
El Guaraní II, que posteriormente se denominó «G-II», fue construido en serie para la Fuerza Aérea Argentina en versiones «transporte ejecutivo» —matrículas T-110 al T-128—, «relevamiento fotográfico» —matrículas F-31, F-32 y F-33, F-34 y F-35— y «verificador de radioayudas» —matrículas VR-15 y VR-16—, estos últimos con un esquema de colores amarillo y rojo.
Los ensayos para dotar al IA-50 de capacidades adicionales no estuvieron ausentes, es así que en 1978 ante el inminente conflicto con Chile, el CN 05 T-114 se utilizó como plataforma para el lanzamiento de paracaidistas. otra desarrollada en 1968, provista de esquíes para operar sobre la nieve recurriéndose para esto al T-125.
El G-II también formó parte de la flota de aviones de organismos del Estado como el Ministerio de Bienestar Social , Servicio Penitenciario Federal y distintas gobernaciones. El único usuario privado fue la Empresa Líneas Aéreas Privadas de Entre Ríos luego SAPER (Servicios Aéreos Provinciales de Entre Ríos) empresa que finalmente adoptara la Razón Social LAER (Línea Aérea de Entre Ríos) adquiriendo el CN 27 como LV-LAE y CN 29 como LV-LAI, es de resaltar que esta empresa operó el G II hasta el accidente fatal de uno de ellos en el año 1992.

## Usuarios
- Policía Federal Argentina
- Servicio Penitenciario Federal
- Líneas Aéreas Provinciales de Entre Ríos
- Gobierno de Córdoba (Argentina)
- Gobierno de Salta
- Ministerio de Bienestar Nacional.

La retirada de estos aviones comenzó a realizarse paulatinamente en los inicios de la década de 1990. El domingo 7 de enero del 2007 partió desde la II Brigada Aérea con asiento en la ciudad de Paraná, Entre Ríos, para recalar en el Museo Nacional de Aeronáutica de Argentina (Morón), luego de haber cumplido más de 40 años operando en los cielos del país.

## Especificaciones

### Características generales
- Tripulación: 2
- Capacidad: 15 pasajeros
- Longitud: 14,9 m (48,8 ft)
- Envergadura: 19,5 m (64,1 ft)
- Altura: 5,8 m (19,1 ft)
- Superficie alar: 41,8 m² (449,9 ft²)
- Peso vacío: 3924 kg (8648,5 lb)
- Peso cargado: 6800 kg (14 987,2 lb)
- Peso máximo al despegue: 7120 kg (15 692,5 lb)
- Planta motriz: 2× turbohélice Turbomeca Bastan VIA.
  - Potencia: cada uno.

### Rendimiento
- Velocidad máxima operativa (Vno): 500 km/h (270 nudos) @ 5600 m (18 400 ft)
- Velocidad crucero (Vc): 450 km/h (243 nudos)
- Alcance: 1995 km (1077 nmi)
- Techo de vuelo: 12 500 m los motores, el fuselaje 3000 m